# Laughing With
Laughing With är en sång av den amerikanska singer-songwritern Regina Spektor. Låten släpptes som den första singeln från hennes femte studioalbum Far, 18 maj 2009.

## Låtlista
Digital Download
1. "Laughing With" – 3:14
2. "Blue Lips" – 3:32

EP
1. "Laughing With" - 3:14
2. "Folding Chair" – 3:35
3. "The Call" - 3:07
4. "The Noise" (Live at Bull Moose) – 3:20

## Musikvideo
En musikvideo regisserad av Adria Petty släpptes den 26 maj 2009.